# Foza
Foza település Olaszországban, Veneto régióban, Vicenza megyében. Lakosainak száma 653 fő (2023. január 1.). Foza Enego, Valbrenta, Asiago és Gallio községekkel határos.

## Népesség
A település népességének változása:
| Lakosok száma | 701  | 693  | 653  |
|               | 2017 | 2018 | 2023 |